# Bentinck Island, Myanmar
Bentinck Island är en ö i Myanmar.   Den ligger i regionen Taninthayiregionen, i den södra delen av landet, 900 km söder om huvudstaden Naypyidaw. Arean är 78 kvadratkilometer.
Terrängen på Bentinck Island är lite kuperad. Öns högsta punkt är 359 meter över havet. Den sträcker sig 25,9 kilometer i nord-sydlig riktning, och 11,2 kilometer i öst-västlig riktning.